# オリオン座の三つ星

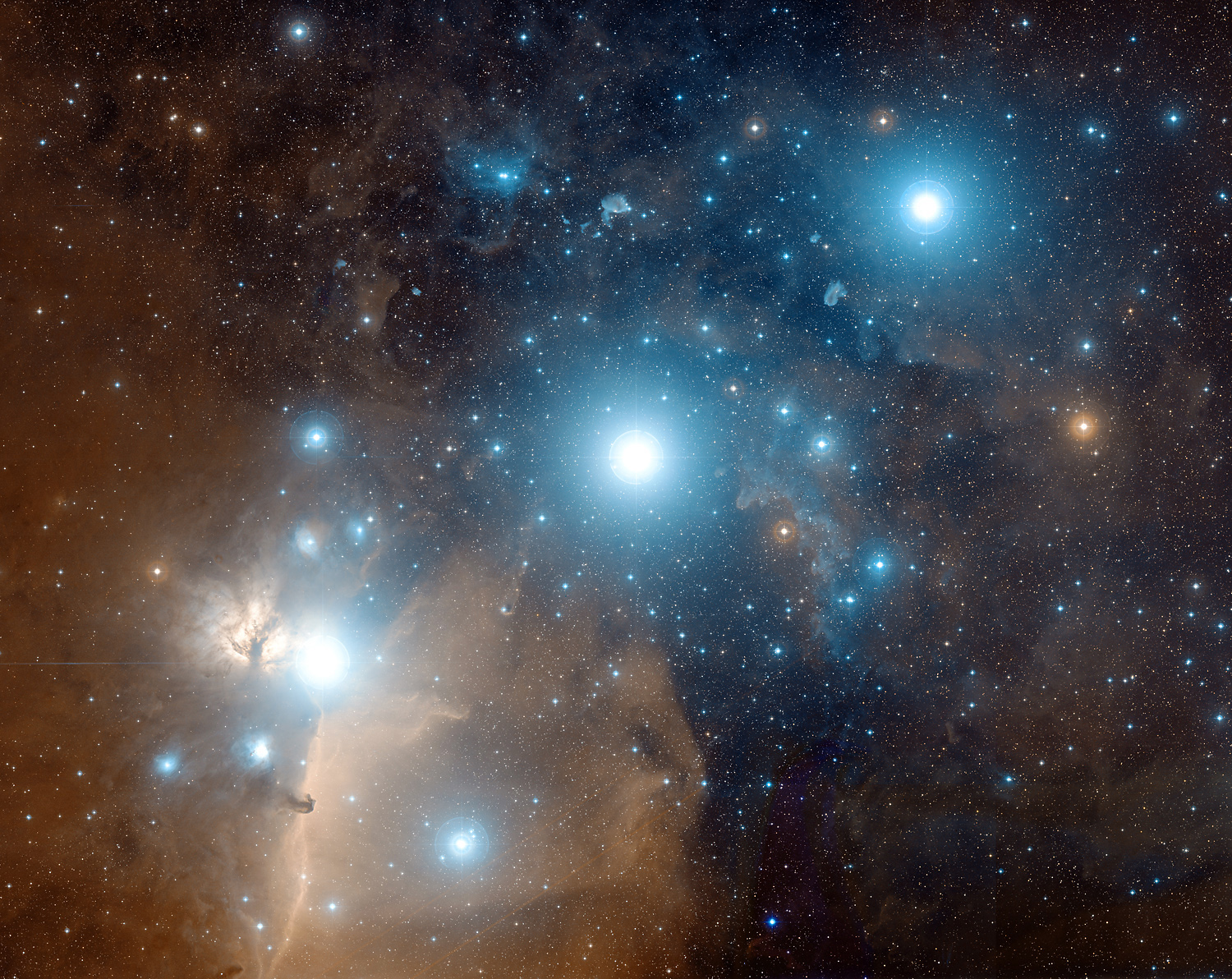
オリオン座の三つ星。右からδ星、ε星、ζ星

オリオン座の三つ星（オリオンざのみつぼし、Orion's Belt）は、オリオン座の中核を構成している並列する三つの輝星。欧米ではギリシャ神話のオーリーオーンの腰部分になぞらえ、オリオンのベルトと呼ばれることが一般的だが、日本では、からすき星（唐鋤星、犂星）、三連星（みつらぼし）、参星（しんせい）、参宿（しんしゅく）などの名前で呼ばれていた。

## 概要

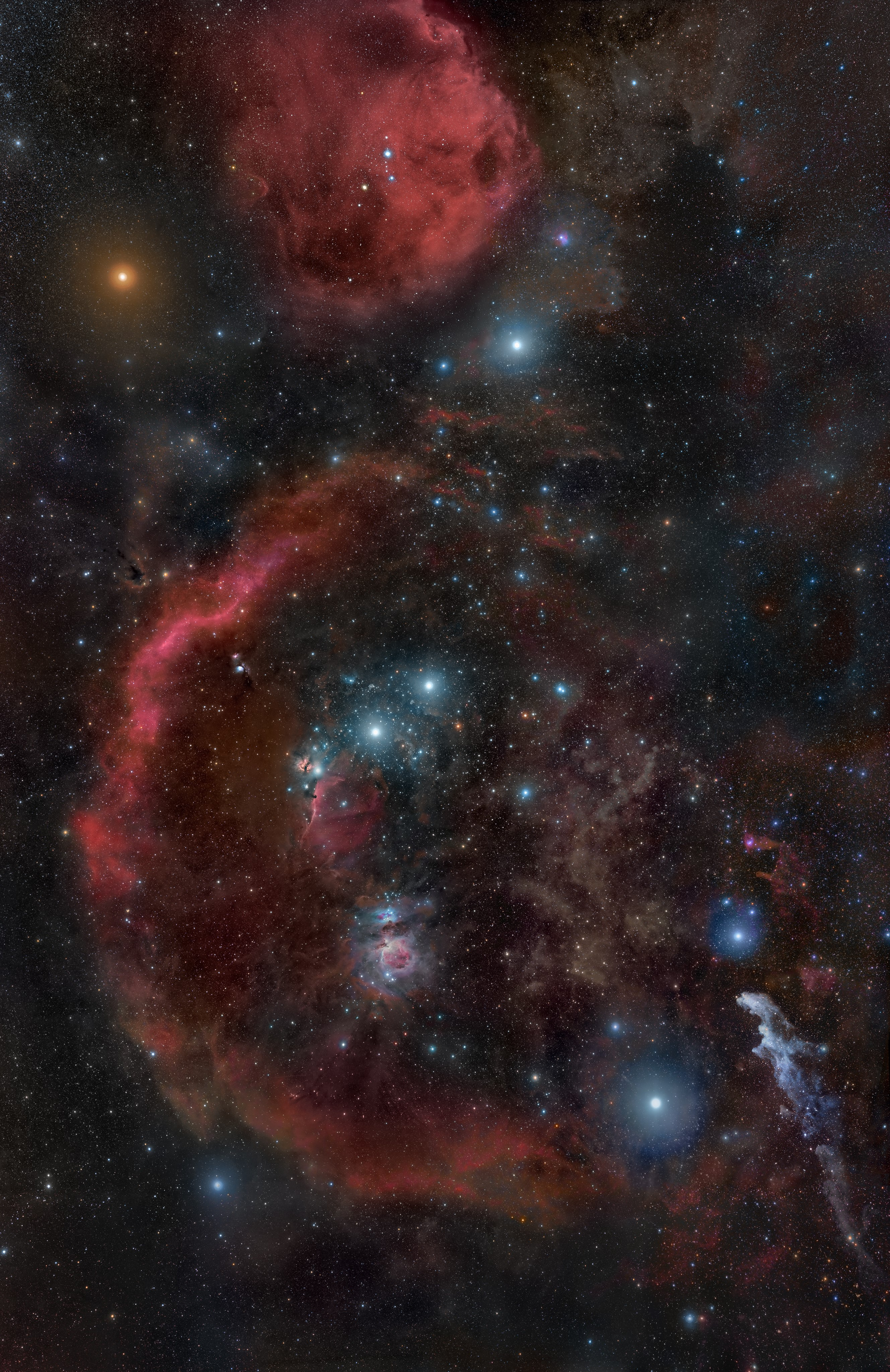
オリオン座の中心部にある三つ星はオリオン座の特徴的な存在である。

オリオン座中央部を構成する三つの二等星、δ星（ミンタカ）、ε星（アルニラム）、ζ星（アルニタク）を指す。たんに三つ星と呼ぶ場合、オリオン座以外にもさそり座のアンタレス、σ星、τ星やわし座のアルタイル、β星、γ星などを指す場合もあるが、「構成する三つの星がほぼ同じ間隔で並んで見えること」「構成する三つの星がほぼ一直線で並んで見えること」「構成する三つの星がほぼ同じ明るさであること」などの特徴によりオリオン座の三つ星が最も知られていると言える。
2007年に公開されたヒッパルコス衛星で測定された年周視差による太陽系からの距離は、ミンタカが約690光年、アルニラムが約1980光年、アルニタクが約740光年となり、アルニラムだけが大きく離れている。

## その他の名称
日本においてはオリオン座の三つ星の様々な特徴から、古くから多数の名前がつけられた。ミツラボシやサンボシなど単純に星の数からの呼称の他、唐鋤という農具から着想を得たカラスキボシやハザという稲架から着想を得たハザノマといった農業に密接した呼称、漁具の金付きから着想を得たカナツキボシ、易者の算木と似ていることから付けられたサンギボシなど、生活に密着した呼称も数多く残されている。そのほか、オリオン座の三つ星は戦勝を呼び込む将軍星としてしばしば家紋の題材とされており、毛利氏や渡辺氏の三つ星紋などが知られている。星の伝承の研究で知られる北尾浩一は、2018年の自著『日本の星名事典』の中で、オリオン座の三つ星に対して日本各地で付けられた呼称を、転化や転訛を含めて50種以上紹介している。
中国では「参宿三星」と呼ばれ、民間では「福禄寿」の三つ星とされる。なお、正史では「福禄寿」がカノープスなどの別の3つの星を指すが、春節の時の夜空を飾るこの三つ星に願いを込めてこう呼ぶ習慣が広がっている。
また、19世紀末アメリカのアマチュア博物学者リチャード・ヒンクリー・アレンは、1899年に上梓した『Star-Names and Their Meanings』において、Jacob's Rod、Jacob's Staff、Peter's Staff、the Golden Yard-arm、The L、The Ell、Yard-stick、Yard-wand、Our Lady's Wand、Magi、Three Kings、Three Marysなど、英語圏でのオリオン座の三つ星のOrion's Belt以外のさまざまな呼称について言及している。